# La scala di seta
La scala di seta (deutscher Titel: Die seidene Leiter) ist eine „farsa comica“ in einem Akt von Gioachino Rossini (Musik) mit einem Libretto von Giuseppe Maria Foppa nach der Komödie L’échelle de soie von Eugène de Planard. Die Uraufführung erfolgte am 9. Mai 1812 im Teatro San Moisè in Venedig.

## Handlung
Giulia, das Mündel des reichen Dormont, hat heimlich ihren Geliebten Dorvil geheiratet. Dieser klettert immer um Mitternacht mit Hilfe einer seidenen Leiter auf ihren Balkon, um unbemerkt die Nacht mit ihr zu verbringen.
Szene 1. Giulia drängt ungeduldig darauf, dass der Diener Germano das Zimmer verlässt (Introduktion: „Va’, sciocco, non seccarmi!“). Als er endlich gegangen ist, kommt ihre Cousine Lucilla und teilt ihr mit, dass Dormont sie sprechen wolle. Auch Germano kehrt mit demselben Auftrag zurück.
Szene 2. Als Giulia endlich allein ist, holt sie Dorvil aus einem Nebenraum, in dem er sich versteckt hatte. Er erzählt ihr, dass die Ankunft Blansacs erwartet werde, der von ihrem Vormund als ihr Ehemann vorgesehen sei. Sie beruhigt ihn damit, dass sie ja bereits verheiratet seien und zudem von ihrer Tante unterstützt werden. Dorvil entfernt sich über die seidene Leiter.
Szene 3. Dormont und Lucilla kommen ins Zimmer. Dormont macht Giulia Vorwürfe, ihr Zimmer bereits geschlossen zu haben, obwohl doch ihr Bräutigam jeden Moment erwartet werde. Lucilla schwärmt von der Schönheit und Eleganz Blansacs.
Szene 4. Germano kommt aufgeregt hinzu und meldet die Ankunft Blansacs. Dormont und Lucilla gehen, um ihn zu empfangen. Giulia ist auf die Idee gekommen, Blansac mit ihrer Cousine zu verkuppeln. Sie überredet Germano durch Schmeicheleien – die dieser sogleich missversteht –, herauszufinden, ob Blansac an Lucilla interessiert sein könnte (Duett: „Io so ch’hai buon core“).
Szene 5. Blansac, Dormont und der als Trauzeuge vorgesehene Dorvil planen die Hochzeit bereits für den folgenden Tag. Dormont geht mit einem Diener, um Giulia davon zu unterrichten.
Szene 6. Um Blansac von der Hochzeit abzubringen, erzählt Dorvil ihm, dass Giulia ihn insgeheim verabscheue und ihn nur auf Befehl ihres Vormunds heiraten werde. Blansac jedoch ist überzeugt von Giulias Zuneigung und will das Dorvil beweisen. Dieser solle daher sein folgendes Gespräch mit Giulia belauschen. Um ihre Treue zu prüfen, stimmt Dorvil zu und versteckt sich (Arie: „Vedrò qual sommo incanto“).
Szene 7. Germano kommt ungesehen und versteckt sich ebenfalls, um Giulias Auftrag auszuführen. Auch Giulia betritt den Raum. Blansac begrüßt sie mit Schmeicheleien. Giulia jedoch möchte herausfinden, ob Blansac ihrer Cousine würdig ist. Daher geht sie zum Schein auf seine Werbung ein. Blansac versichert ihr, dass er seiner zukünftigen Frau immer treu bleiben und sie lieben werde. Germano entdeckt Dorvil in seinem Versteck und macht Giulia auf ihn aufmerksam. Blansac öffnet dessen Versteck triumphierend, da er sich der Liebe Giulias bereits sicher wähnt. Dorvil ist tatsächlich eifersüchtig geworden und macht ihr Vorwürfe. Giulia ist wütend. Blansac erklärt ihr, dass Dorvil auf seinen Wunsch hin dem Gespräch zugehört habe. Schließlich richtet sich der Zorn aller Anwesenden gegen den Diener Germano. Die allgemeine Verwirrung ist auf dem Höhepunkt (Quartett: „Sì che unito a cara sposa“). Giulia und Germano gehen.
Szene 8. Während Blansac triumphiert, verlässt Dorvil eifersüchtig das Zimmer.
Szene 9. Lucilla kommt hinzu. Sie glaubte, Giulia hier zu finden, trifft aber auf Blansac. Der ist sofort gefesselt von ihrer Schönheit und macht ihr den Hof. Geschmeichelt geht sie (Arie: „Sento talor nell’anima“).
Szene 10. Blansac freut sich, nicht nur eine Schöne gefunden zu haben, sondern gleich zwei. Germano kommt mit einer Lampe zurück, die er abstellt. Er teilt Blansac mit, dass sich die anderen im Salon eingefunden haben. Blansac macht sich über Germano lustig und geht lachend hinaus.
Szene 11. Germano ist allein zurückgeblieben. Er findet nicht, dass er wirklich so ein Narr ist, wie die anderen denken. Er schließt die Türen und Fenster und geht müde ins Nachbarzimmer.
Szene 12. Giulia ist betrübt über die Eifersucht Dorvils. Germano kommt unbemerkt zurück und hört ihr Selbstgespräch mit an. Bald ist Mitternacht – Zeit für das heimliche Treffen mit Dorvil. Giulia spricht davon, die seidene Leiter vom Balkon herabzulassen. Dabei erwähnt sie auch den Namen Blansacs, der ihr insgeheim leid tut. Germano missversteht sie und glaubt, sie erwarte nun dessen Ankunft. Giulia bemerkt ihn schließlich (Rezitativ und Arie: „Il mio ben sospiro e chiamo“). Sie geht in ein Nebenzimmer.
Szene 13. Germano ist stolz darauf, endlich die Wahrheit herausgefunden zu haben: Giulia und Blansac sind bereits ein Liebespaar. Er ist todmüde und setzt sich. Da kommt Blansac ins Zimmer. Im Halbschlaf spricht Germano von dem geplanten Rendezvous Giulias und Blansacs (Arie: „Amore dolcemente“). Dieser ist überrascht. Um mehr zu erfahren, rüttelt er Germano wach, der ihm von der Leiter berichtet und anschließend hinausgeht.
Szene 14. Blansac ist verwirrt darüber, ein geheimes Treffen mit Giulia zu haben, ohne davon zu wissen. Er kann Mitternacht kaum erwarten. Dormont und Lucilla kommen auf der Suche nach Giulia zu ihm. Blansac und Dormont gehen. Germano erzählt nun auch Lucilla im Vertrauen von dem geplanten Rendezvous. Auf einen Ruf Dormonts folgt er diesem. Lucilla beschließt, das Treffen zu belauschen und versteckt sich.
Szene 15. Auch Germano versteckt sich. Er will das Treffen beobachten, um von Blansac zu lernen, wie man mit Frauen umgeht.
Szene 16. Es ist Mitternacht. Giulia kommt zurück und lässt Dorvil über die Leiter hinein (Finale: „Dorme ognuno in queste soglie“). Germano ist erstaunt, diesen anstelle von Blansac zu sehen. Aber kurz darauf nutzt auch Blansac die Leiter und betritt das Zimmer. Dorvil kann sich gerade noch rechtzeitig verstecken. Blansac erklärt der überraschten Giulia, dass er von Germano von dem Treffen erfahren habe. Giulia kann das Missverständnis nicht aufklären, weil die Leiter immer noch hängt.
Letzte Szene. Auch Blansac muss sich nun verstecken, denn Dormont hat ebenfalls die Leiter gefunden. Er kommt wütend herein und entdeckt nacheinander die versteckten Lucilla, Germano, Dorvil und Blansac. Dorvil und Giulia gestehen nun, bereits mit Einverständnis ihrer Tante geheiratet zu haben. Sie zeigen Dormont als Beweis einen Brief dieser Tante. Blansac dagegen erklärt, Lucilla heiraten zu wollen. Diese stimmt freudig zu. Alle bitten Dormont um Vergebung. Notgedrungen akzeptiert dieser die Situation.

## Gestaltung

### Instrumentation
Die Orchesterbesetzung der Oper enthält die folgenden Instrumente:
- Holzbläser: zwei Flöten/Piccoloflöten, zwei Oboen/Englischhörner, zwei Klarinetten, Fagott
- Blechbläser: zwei Hörner
- Streicher
- Basso continuo

### Musiknummern
Wie auch die anderen vier Farse Rossinis enthält La scala di seta neun Musiknummern:
- Sinfonia
- Nr. 1. Introduktion (Giulia, Germano, Lucilla): „Va’, sciocco, non seccarmi!“ (Szene 1)
- Nr. 2. Duett (Giulia, Germano): „Io so ch’hai buon core“ (Szene 4)
- Nr. 3. Arie (Dorvil): „Vedrò qual sommo incanto“ (Szene 6)
- Nr. 4. Quartett (Blansac, Giulia, Germano, Dorvil): „Sì che unito a cara sposa“ (Szene 7)
- Nr. 5. Arie (Lucilla): „Sento talor nell’anima“ (Szene 9)
- Nr. 6. Rezitativ und Arie (Giulia): „Il mio ben sospiro e chiamo“ (Szene 12)
- Nr. 7. Arie (Germano): „Amore dolcemente“ (Szene 13)
- Nr. 8. Finale: „Dorme ognuno in queste soglie“ (Szene 16)

## Werkgeschichte
La scala di seta ist die dritte der fünf einaktigen „farse“, die Rossini zwischen 1810 und 1813 für Venedig komponierte. Die anderen sind La cambiale di matrimonio, L’inganno felice, L’occasione fa il ladro und Il signor Bruschino.
Giuseppe Maria Foppas Libretto für La scala di seta basiert auf der Komödie L’échelle de soie von Eugène de Planard. Diese war bereits 1808 von Pierre Gaveaux vertont worden. Der Uraufführung von Rossinis Oper am 9. Mai 1812 im Teatro San Moisè in Venedig wurde der erste Akt von Stefano Pavesis „dramma giocoso“ Ser Marcantonio vorangestellt. Anschließend wurde ein Ballett von Caterino Titus gespielt. Die Gesangspartien übernahmen Gaetano Del Monte (Dormont), Maria Cantarelli (Giulia), Carolina Nagher (Lucilla), Raffaele Monelli (Dorvil), Nicola Tacci (Blansac) und Nicola De Grecis (Germano). Die Aufführung war kein einhelliger Erfolg. Dies lag vermutlich an der Textvorlage, deren Inhalt einige Ähnlichkeit mit Domenico Cimarosas damals sehr beliebter Oper Il matrimonio segreto von 1792 aufwies. Nach zwölf Aufführungen im Teatre San Moisè geriet das Werk weitgehend in Vergessenheit. Es gab nur wenige Versuche, es wiederzubeleben, so 1813 in Senigaglia, 1818 in Siena, 1823 in Barcelona und 1825 in Lissabon. Hinzu kamen Fehlurteile einiger Biographen Rossinis wie Stendhal und Francis Toye sowie die größere Popularität seiner späteren Werke. Im 20. Jahrhundert gab es zunächst einige Aufführungen in Italien, so 1952 beim Festival Maggio Musicale Fiorentino und 1961 an der Piccola Scala in Mailand. Die deutsche Erstaufführung fand erst 1965 in Schwetzingen in einer Übersetzung von Walter Panowsky statt.
Das Manuskript der Partitur galt lange Zeit als verschollen. Es stellte sich heraus, dass es von Rudolf Nydahl, einem schwedischen Musiker und Schiffsoffizier, für seine Sammlung von Musikhandschriften erworben worden war. Nach dessen Tod im Jahr 1973 wurde diese Sammlung wissenschaftlich ausgewertet, und die Fondazione Rossini konnte eine vom schwedischen Wissenschaftler Anders Wiklund erstellte kritische Neuveröffentlichung herausgeben. Eine Vorabversion dieser Fassung wurde erstmals im Sommer 1988 mit großem Erfolg beim Rossini Opera Festival Pesaro aufgeführt, bevor sie drei Jahre später veröffentlicht wurde. 2000 gab es eine ebenso erfolgreiche Neuinszenierung in Pesaro. Die deutsche Erstaufführung dieser Urfassung erfolgte 1989 beim Festival Rossini in Wildbad. Im März 2002 wurde im Teatro Malibran in Venedig eine „Puppenstubeninszenierung“ Luca de Fuscos aufgeführt.
Eine Zeit lang wurde eine falsche Version der Ouvertüre gespielt, bei der es sich in Wirklichkeit um ein Potpourri aus Themen anderer Rossini-Opern handelte. Diese wurde vom Dirigenten Herbert Handt als Einleitung des zweiten Teils seiner zweiaktigen Fassung der Oper genutzt.

## Aufnahmen
- 1953 (gekürzt). Giuseppe Morelli (Dirigent), Orchestra de la Società del Quartetto Roma. Piero Besna (Dormont), Angelica Tuccari (Giulia), Giuseppina Salvi (Lucilla), Giuseppe Gentile (Dorvil), Nestore Catalani (Blansac), Tommaso Dolciotti (Germano). Nixa PLP 591 (1 LP).[7]:15796
- 1962 (gekürzte Rezitative). Franco Ferrara (Dirigent), Orchestra Filarmonica di Roma. Manlio Rocchi (Dormont), Graziella Sciutti (Giulia), Margherita Rinaldi (Lucilla), Fernando Iacopucci (Dorvil), Boris Carmeli (Blansac), Ferdinando Li Donni (Germano).  RCA LP: VL 325 12(2), RCA MC: VKS 32512(2).[7]:15797
- 1983 (live aus Lugana, Video). Filippo Crivelli (Inszenierung), Marc Andreae (Dirigent), Orchestra della Radiotelevisione della Svizzera Italiana Lugano. Tullio Pane (Dormont), Carmen Lavani (Giulia), Tiziana Tramonti (Lucilla), Ernesto Palacio (Dorvil), Mario Chiappi (Blansac), Roberto Coviello (Germano). House of Opera DVD 1643 (1 DVD), Opus Arte OAF4023D (1 DVD).[7]:15798
- 2. September 1988 (live aus Pesaro). Gabriele Ferro (Dirigent), Orchestra del Teatro Comunale di Bologna. Oslavio di Credico (Dormont), Luciana Serra (Giulia), Cecilia Bartoli (Lucilla), William Matteuzzi (Dorvil), Natale de Carolis (Blansac), Roberto Coviello (Germano). Hommage CD: 7001839.HOM, Ricordi CD: 2003.[7]:15799
- Mai 1990 (live aus Schwetzingen, Video). Michael Hampe (Inszenierung), Gianluigi Gelmetti (Dirigent), Symphonie-Orchester des SWR Stuttgart. David Griffith (Dormont), Luciana Serra (Giulia), Jane Bunnell (Lucilla), David Kuebler (Dorvil), Alberto Rinaldi (Blansac), Alessandro Corbelli (Germano). Teldec VI: 9031-73828 3, Teldec LV: 9031-73828-6, EuroArts 2054978 (1 DVD).[7]:15800
- 1992. Marcello Viotti (Dirigent), English Chamber Orchestra. Fulvio Massa (Dormont), Teresa Ringholz (Giulia), Francesca Provvisionato (Lucilla), Ramón Vargas (Dorvil), Natale de Carolis (Blansac), Alessandro Corbelli (Germano). Claves CD: 50-9219/20, Brilliant Classics 92399 (8 CD).[7]:15801
- 6. August 2000 (live aus Pesaro). Alberto Zedda (Dirigent), Orchestra del Teatro Comunale di Bologna. Enrico Facini (Dormont), Elisabeth Norberg-Schulz (Giulia), Claudia Marchi (Lucilla), Antonio Siragusa (Dorvil), Lorenzo Regazzo (Blansac), Alfonso Antoniozzi (Germano). House of Opera CD 706.[7]:15802
- Dezember 2001 (live aus Arezzo). Giovan Battista Varoli (Dirigent), Orchestra I Solisti diu Fiesole. Andrea Carboni (Dormont), Gaia Mattini (Giulia), Silvia Valente (Lucilla), Samuele Simoncini (Dorvil), Andrea Sari (Blansac), Mario Cassi (Germano). Bongiovanni GB 2316/7-2 (2 CD).[7]:15803
- Juli 2007 (live aus Bad Wildbad). Annette Hornbacher (Inszenierung), Antonino Fogliani (Dirigent), Czech Chamber Soloists Brno. Leonardo Silva (Dormont), Marina Zyatkova (Giulia), Luisa Islam-Ali-Zade (Lucilla), Ricardo Mirabelli (Dorvil), Ugo Guagliardo (Blansac), Gioacchino Zarrelli (Germano). Naxos i. V.[7]:15804
- 2009. Claudio Scimone (Dirigent), Orchestra Haydn di Bolzano e Trento. Daniele Zanfardino (Dormont), Olga Peretyatko (Giulia), Anna Malavasi (Lucilla), José Manuel Zapata (Dorvil), Carlo Lepore (Blansac), Paolo Bordogna (Germano). premiereopera.net (2 CD).[8]